# Katherine Johnson (remera)
Katherine Johnson –conocida como Kate Johnson– (Portland, 18 de diciembre de 1978) es una deportista estadounidense que compitió en remo.
Participó en los Juegos Olímpicos de Atenas 2004, obteniendo una medalla de plata en la prueba de ocho con timonel. Ganó una medalla de oro en el Campeonato Mundial de Remo de 2002, en la misma prueba.

## Palmarés internacional
| Juegos Olímpicos   | Juegos Olímpicos | Juegos Olímpicos | Juegos Olímpicos |
| Año                | Lugar            | Medalla          | Prueba           |
| ------------------ | ---------------- | ---------------- | ---------------- |
| 2004               | Atenas (Grecia)  | Medalla de plata | Ocho con timonel |
| Campeonato Mundial |                  |                  |                  |
| Año                | Lugar            | Medalla          | Prueba           |
| 2002               | Sevilla (España) | Medalla de oro   | Ocho con timonel |